# 죽왕초등학교
죽왕초등학교는 대한민국 강원특별자치도 고성군에 있는 초등학교다.

## 학교 연혁
- 1965년 10월 1일 오호국민학교 오호분실 개교
- 1966년 3월 1일 오호국민학교 죽왕분교 승격
- 1968년 3월 1일 죽왕국민학교로 승격
- 1996년 3월 1일 죽왕초등학교로 개칭
- 2012년 9월 1일 제16대 이태윤 교장 부임
- 2013년 2월 15일 제43회 졸업식(누계 1,011명)
- 2013년 3월 1일 강원도교육청 지정 '작은학교 희망만들기 모델학교' 운영(~2015년 2월 28일)
- 2017년 9월 1일 제18대 방대식 교장 부임